# Трнка, Богумил
Богумил Трнка (чеш. Bohumil Trnka; 3 июня 1895, Клетечна, Австро-Венгрия (ныне часть г. Гумполец, района Пельгржимов, края Высочина Чехии) — 14 февраля 1984, Прага, ЧССР) — чешский языковед, литературовед, историк литературы, стенограф, автор учебников. Доктор филологических наук, профессор.

## Биография
Выпускник Карлова университета (1919). С 1930 — профессор в альма матер. Читал лекции по английскому языку и литературе на факультете искусств Пражского университета.
Один из основателей Пражского лингвистического кружка (1926), его первый секретарь и один из самых видных представителей Пражской лингвистической школы.

## Научная деятельность
Основные труды в области германистики, главным образом английского языка (фонология, синтаксис). Проводил лингвистические исследования в области общего языкознания, синхронной фонологии, исторической лингвистики (диахронической фонологии и морфологии), синхронной морфологии, синтаксиса и статистической лингвистики. Исследования доктора Трнки являются значительным вкладом в развитие лингвистической мысли в XX веке.
В области теоретического языкознания Трнка развивал идеи функционального подхода к языку. Автор исследований по английской литературе («История английской литературы», т. 1‒4, 2 изд., 1959‒1965).
Автор ряда учебников английского, голландского, датского, норвежского и шведского языков и публикаций по стенографии.

## Избранные труды
- On the syntax of English verb from Caxton to Dryden, Praha, 1930;
- A Phonological Analysis of Present-day Standard English. Praha, 1935;
- Pokus о vědeckou teorii a praktickou reformu těsnopisu, Praha, 1937;
- A tentative bibliography, Utrecht, 1950;
- The psychobiology of language; Human behavior and the principle of least effort. In: Časopis pro moderní filologii 33. 3-5., 1950;
- The Analysis of Present-day Standard English III (1956);
- Rozbor nynější spisovné angličtiny, 2 vyd., d. 1‒2, Praha, 1962;
- Fonetický a fonologický vývoj slova v nové angličtině, Praha, 1962;
- Selected papers in structural linguistics. Berlin, 1982.